# Онежко езеро
Онѐжкото езеро (на руски: Онежское озеро), наричано също Онего, е езеро в Европейската част на Русия – Република Карелия, Вологодска и Ленинградска област.
Има площ от 9616 km2 (при високи води 9720 km2). Принадлежи към водосборния басейн на Балтийско море от Атлантическия океан. По площ е 2-ро езеро в Европа (след Ладожкото) и 4-то в Русия след Каспийско море, езерото Байкал и Ладожкото езеро.

## География

### Местоположение
Онежкото езеро се намира в северозападната част на Източноевропейската равнина, на територията на Република Карелия (около 85%), Вологодска област (около 10%) и Ленинградска област (около 5%) на 32 m н.в. (при високи води на 35 m н.в.). 

### Географски параметри
Площта на водното огледало е 9720 km2 (при високи води), а площта на 1500-те острова в него 250 km2, обем 295 km3, дължина от север на юг 248 km, максимална ширина 96 km и максимална дълбочина 124 m, разположена в северозападната на езерото.

### Брегова линия, острови
Дължината на бреговата линия на Онежкото езеро е 1810 km. Северните брегове на езерото са силно изрязани от големи заливи и тесни и дълги губи (заливи) – Петрозаводска губа, Кондопожки залив, Лимежка губа, Уницка губа, заливът Голямо Онего и най-големия Повенецки залив. Между Уницката губа и залива Голямо Онего на запад и Повенецкия залив на изток се простира от север на юг полуостров Заонеже със залива Велика губа, врязан в южната му част. От устието на река Водла (в средата на източното крайбрежие) до изтичането на река Свир в югозападния ъгъл на езерото брегът е нисък и в голямата си част праволинеен, заблатен и обрасъл с тръстики.
В езерото са разположени над 1500 острова като най-големи са: Голям Климецки, Суйсари, Кижи и др.

### Водосборен басейн
Водосборният басейн на Онежкото езеро е 62,8 хил. km2 и се простира на територията на Република Карелия, Вологодска област и Ленинградска област.
Границите на водосборния басейн на Онежкото езеро са следните:
- на запад – водосборните басейни на малки реки, вливащи се в Балтийско море;
- на север и североизток – водосборните басейни на малки реки, вливащи се в Бяло море;
- на югоизток – водосборния басейн на река Волга, вливаща се в Каспийско море;
- на югозапад – водосборните басейни на малки реки, вливащи се в Ладожкото езеро.

### Притоци
Водосборният басейн на Онежкото езеро има гъста речна мрежа, съставена от 2765 малки реки с обща дължина от 22,7 хил. km и 9516 малки езера с обща площ от 15,4 хил. km2. В езерото се вливат над хиляда малки реки и потоци. Най-големи от тях са: Суна (280 km, 7680 km2, 2,6 – 4,4 km3/год.); Шуя (194 km, 10100 km2, 3 – 4,4 km3/год.); Андома (156 km, 2570 km2); Водла (149 km, 13700 km2, 4,4 km3/год.).

### Хидроложки показатели
Обемът на Онежкото езеро е 295 km3. Ежегодно в Онежкото езеро сумарно постъпват около 22,4 km3 води: от речни води – 17 km3; от атмосферни валежи – 5,4 km3. Основният разходен баланс на езерото се осъществява чрез оттока на река Свир – 18,8 km3., а 3,7 km3. се изпаряват. След изграждането на Горносвирския хидровъзел през 1953 г. нивото на Онежкото езеро се повишава с 32 sm. Пълният водообмен на езерото се осъществява за около 15 години. Средния диапазон на годишното изменение на нивото на езерото е равен на 0,75 m, а максималните колебания достигат до 1,3 m.
Най-рано (през третата декада на ноември) замръзват северните заливи на езерото и неговите плитки участъци в близост на брега. останалите части на Онежкото езеро се покриват с ледена кора през декември и само най-дълбоките участъци – през първата половина на януари. При топли зими южните централни части на езерото остават без ледена покривка. Дебелината на леда към края на месец април на места достига до 1 m. Най-рано (през втората половина на май) се размразяват крайбрежните плитки участъци покрай западния и югоизточния бряг на езерото, а най-късно (през юни) се очистват от ледената покривка централните, най-дълбоки части на Онежкото езеро и Повенецкия залив.
Към средата на месец юни температурата на повърхността на езерото се повишава до 4 °C, а през август температурата на водата на повърхността достига до 13 – 17 °C, а в по-плитките места и повече. Температурата на водата на дълбочина под 15 – 25 m остава постоянна почти през цялата година и е от 4 до 6 – 8 °C.
Химическият състав на водата в Онежкото езеро се формира основно от постъпващите слабоминерализирани речни води, внасящи около 90% от химическите вещества и около 10% от атмосферните валежи. Поради това минерализацията на водата на Онежкото езеро е малка – 36,6 мг/л (двойно по-малка от Ладожкото езеро и тройно по-малка от тази на езерото Байкал). Максималната минерализация е в Повенецкия залив – 46 мг/л, а минимална – при устието на река Шуя в Петрозаводската губа – 34 мг/л.

## Население
По бреговете на Онежкото езеро са разположени множество населени места:
- Република Карелия – градове: Петрозаводск, Кондопога и Медвежегорск; селища от градски тип: Пиндуши и Повенец; село Шелтозеро (районен център) и др.;
- Вологодска област – град Витегра, на 15 km югоизточно от езерото, на Волго-Балтийския канал и няколко малки села;
- Ленинградска област – селище от градски тип Вознесене и 3 села.

## Стопанско значение
Онежкото езеро е важен участък от трасетата на Волго-Балтийския (през южната част на езерото) и Беломоро-Балтийския канал (през източната част). Освен това със своето богато разнообразие на езерна фауна в Онежкото езеро е силно развито промишленото риболовство, на базата на което се развива и рикоконсервната промишленост.

## История
Главна забележителност на езерото е остров Кижи с едноименния Държавен историческо-архитектурен и етнографски музей-резерват. На неговата територия се намират 89 паметника на дървената архитектура от XV-XX век. В центъра на острова е архитектурният ансамбъл на Кижкия погост (териториално-административна единица, по-тясно значение: църковен ансамбъл на погоста) от XVIII век, състоящ се от лятна 22-глава църква „Преображение Господне“, зимна 9-глава църква „Покров Богородичен“ и параклис. През 1990 г. Кижкият погост е включен в Списъка на световното наследство на ЮНЕСКО.
Онежките петроглифи се намират на източното крайбрежие на езерото. Те се датират от IV – II хилядолетие пр.н.е. Разположени са на групи на скалите на носовете Бесов нос, Кладовец, Гажий, Пери нос и на остров Гурий. Обхващат участък от езерния бряг с дължина 20,5 км и наброяват примерно 1200 фигури и знака.

## Топографски карти
- Лист от карта P-36-А,Б.
- Лист от карта P-36-В,Г.
- Лист от карта P-37-В,Г.